# 苻暉
苻晖（？—385年），中國五胡十六國時代人物，前秦天王苻坚的儿子。
357年，前秦天王苻坚封弟弟苻融为阳平公，苻双为河南公，儿子苻丕为长乐公，苻晖为平原公，苻熙为广平公，苻睿为钜鹿公。380年，苻坚任命平原公苻晖为都督豫、洛、荆、南兖、东豫、阳六州诸军事，镇东大将军，豫州牧，镇守洛阳。丁零人翟斌起兵背叛前秦，在洛阳攻打苻晖，苻晖让武平武侯毛当讨伐翟斌。慕容凤和丁零联合，斩杀了毛当。384年正月初二，慕容垂抵达洛阳，平原公苻晖听说他杀了毛当、苻飞龙，把慕容垂拒之门外。洛阳失陷后，苻晖率领洛阳、陕城兵众七万回到了长安。苻坚听说西燕慕容冲逼近长安，派抚军大将军苻方戍守骊山，命平原公苻晖为都督中外诸军事、车骑大将军、录尚书事，率军五万抵抗慕容冲。慕容冲与苻晖在郑西交战，大败苻晖。385年，苻晖多次被西燕慕容冲打败，苻坚责备他：“你是我有才能的儿子，带领众多的兵众与白虏小儿作战，反而屡屡失败，活着还有什么用呢！”三月，苻晖愤恨自杀，谥号悼（平原悼公）。